# Condado de Weakley
El condado de Weakley (en inglés: Weakley County, Tennessee), fundado en 1823, es uno de los 95 condados del estado estadounidense de Tennessee. En el año 2000 tenía una población de 34.895 habitantes con una densidad poblacional de 23 personas por km². La sede del condado es Dresden.

## Geografía
Según la Oficina del Censo, el condado tiene un área total de 1507 km² (581,9 mi²), de la cual 1503 km² (580,3 mi²) es tierra y 3 km² (1,2 mi²) es agua.

### Condados adyacentes
- Condado de Graves norte
- Condado de Henry este
- Condado de Carroll sureste
- Condado de Gibson suroeste
- Condado de Obion oeste

## Demografía
En el 2000 la renta per cápita promedia del condado era de $30,008, y el ingreso promedio para una familia era de $38,658. El ingreso per cápita para el condado era de $15,408. En 2000 los hombres tenían un ingreso per cápita de $28,597 contra $20,845 para las mujeres. Alrededor del 16.00% de la población estaba bajo el umbral de pobreza nacional.

## Lugares

### Ciudades y pueblos
- Dresden
- Gleason
- Greenfield
- Martin
- Palmersville
- Sharon
- Latham